# Only If...
«Only If...» es el nombre del primer sencillo de Enya extraído de su primer álbum recopilatorio Paint The Sky With Stars. Oficialmente fue publicado una semana después del lanzamiento de su álbum recopilatorio. Fue muy bien recibido por la crítica por su estilo más Pop, aunque manteniendo el género New Age del cual se destaca. El vídeo de la canción es muy apreciado por su dirección creativa.

En Japón, semanas antes del lanzamiento oficial del álbum y del sencillo, se publicó una versión especial de este. Aquí se sustituye el tema principal por el título "Only If You Want To", esta es una versión más extensa de la canción solo por algunos segundos. Existen varias características que permiten diferenciar la versión original de la otra, por ejemplo; el tono de voz empleado por Enya es ligeramente más bajo que en tema original, en el intermedio sólo se escucha la orquestación de la canción en lugar de la voz de Enya, y finalmente, al término del tema se omiten versos por la melodía quedando sólo las frases [...] if you really want to .... only if you want to [...], dando término al tema de la misma forma que en el original.

## Lista de temas
| Nº | Tema                         | Duración |
| -- | ---------------------------- | -------- |
| 1. | "Only If..."                 | 3:17     |
| 2. | "Willows On The Water"       | 3:01     |
| 3. | "Oíche Chiún (Silent Night)" | 3:46     |

### Edición Japonesa
| Nº | Tema                  | Duración |
| -- | --------------------- | -------- |
| 1. | "Only If You Want To" | 3:23     |
| 2. | "Ebudæ"               | 1:55     |
| 3. | "Hope Has A Place"    | 4:48     |